# Castrul roman de la Râul Vadului

## Descriere și Dimensiuni
Drumul Loviștei (dinspre Valahia-Mică) se intersectează cu drumul Oltului (din Valahia-Mare) în Câineni. Traseul roman a fost afectat de operațiunile feroviare în defileul dintre Căineni și Boița, dar Polonic l-a remarcat în mai multe locuri.
O structură masivă (20 x 50 m) a fost descoperită la 80 de metri sud de fortificație ce ar putea fi identificată ca băi termale, deși cercetările arheologice asupra acesteia nu au fost încă finalizate. Instalațiile de îmbăiere și încălzire ar putea face parte dintr-un complex mai mare sau din băile garnizoanei fortificate. În proximitate s-au descoperit ruinele unei clădiri de 11x10,5 m, pe care N. Lupu a interpretat-o ca statio sau tabularium portorii. 
Urme fragmentare de ceramică au fost identificate pe platoul așezării civile, iar la 60 m NV de fortificație, s-au găsit rămășițele unei construcții cu structura din lemn dar fundație de piatră unde a fost dezvelit un tezaur monetar (invazia carpică 245 d. Hr.). 